# Ablanca
Il Monte Ablanca (in sloveno: Ablanca) con 2.004 m s.l.m. è una cima delle Alpi Giulie in Slovenia, situata nell comune di Bohinj.